# Liga walijska w piłce siatkowej mężczyzn
Liga walijska w piłce siatkowej mężczyzn (ang. Welsh Men's Volleyball League) – amatorskie rozgrywki ligowe w piłce siatkowej mające na celu wyłonienie najlepszej klubowej drużyny w Walii.
Liga powstała w 2009 roku wraz z utworzeniem nowego stowarzyszenia reprezentującego piłkę siatkową w Walii - Vollyball Wales. W latach 2012–2015 rozgrywki ligowe nie odbywały się. Zostały one przywrócone w sezonie 2015/2016.

## Medaliści
| Sezon     | 1. miejsce         | 2. miejsce         | 3. miejsce    |
| --------- | ------------------ | ------------------ | ------------- |
| 2009/2010 | Cardiff University | Wildcats           | Bridgend      |
| 2010/2011 | Cardiff University | ?                  | ?             |
| 2011/2012 | ?                  | ?                  | ?             |
| 2012-2015 |                    |                    |               |
| 2015/2016 | Brecon VC          | Cardiff University | Swansea 360   |
| 2016/2017 | Cardiff University | Swansea 360        | Cardiff Celts |
| 2017/2018 | Cardiff University | ?                  | ?             |